# ガイスカ・アイェサ
ガイスカ・アイェサ・ブルギ（Gaizka Ayesa Burgui、2001年4月2日）は、スペイン・ナバーラ州アンソアイン出身のサッカー選手。CDヌマンシア所属。ポジションはGK。

## クラブ経歴
2021年8月29日、CFフエンラブラダ戦にてレアル・ソシエダBでのプロデビューを果たした。
2022年7月9日、2022-23シーズンはCDヌマンシアにレンタル移籍することが発表された。